# 강동로 (순창군)
강동로는 전북특별자치도 임실군 동계면 연산사거리에서 순창군 덕치면 강진삼거리를 잇는 14km 도로이다

## 주요 경유지
전북특별자치도
- 순창군 동계면 - 임실군 (덕치면 . 강진면)

## 노선
| 이름          | 접속 노선              | 소재지 | 소재지 | 비고                 |
| ------------- | ---------------------- | ------ | ------ | -------------------- |
| 연산삼거리    | 국도 제13호선 (충효로) | 순창군 | 동계면 | 국도 제21호선과 중복 |
| 관전삼거리    | 국도 제21호선 (귀미로) | 순창군 | 동계면 | 국도 제21호선과 중복 |
| 느지재        |                        | 순창군 | 동계면 |                      |
| 어치삼거리    | 세학로                 | 순창군 | 동계면 |                      |
| 사곡교        |                        | 임실군 | 덕치면 |                      |
| 강동교        |                        | 임실군 | 덕치면 |                      |
| 강진사거리    | 국도 제30호선 (강운로) | 임실군 | 덕치면 |                      |
| 강운로와 직결 |                        |        |        |                      |

## 주요 시설
- 동계고등학교(강동로 74/관전리 247)